# Diplobathrida
Ordre
Les Diplobathrida forment un ordre éteint de crinoïdes sessiles de l'embranchement des échinodermes.

## Description
Ce sont des crinoïdes sessiles, attachés au substrat par une longue tige calcaire formée de fines entroques articulées.

## Taxinomie
Selon BioLib (11 janvier 2020) :
- famille Aishacrinidae Prokop, 2010 †
- famille Anthemocrinidae Jaekel, 1918 †
- famille Anthracocrinidae Strimple & Watkins, 1955 †
- famille Archaeocrinidae Moore & Laudon, 1943 †
- famille Cleiocrinidae S.A. Miller, 1890 †
- famille Dimerocrinitidae Zittel, 1879 †
- famille Elpidocrinidae T. J. Frest & H. L. Strimple, 1981 †
- famille Gazacrinidae S.A. Miller, 1892 †
- famille Lampterocrinidae Bather, 1899 †
- famille Nyctocrinidae Moore & Laudon, 1943 †
- famille Opsiocrinidae Kier, 1952 †
- famille Orthocrinidae Jaekel, 1918 †
- famille Pterinocrinidae G. C. McIntosh, 1987 †
- famille Reteocrinidae Wachsmuth & Springer, 1885 †
- famille Rhodocrinitidae Roemer, 1854 †
- famille Spyridiocrinidae Jaekel, 1918 †
- famille Syndetocrinidae R. J. Prokop & V. Petr, 1989 †
- genre Luxocrinus Witzke & Strimple, 1981 †
- genre Moniellocrinus Pidal, 1984 †
- genre Nexocrinus Eckert, 1984 †
- genre Pregazacrinus Witzke & Strimple, 1981 †
- genre Shidianocrinus Chen & Yao, 1985 †
- genre Simplococrinus Frest & Strimple, 1976 †